# 부산지방공정거래사무소
부산지방공정거래사무소(釜山地方公正去來事務所)는 대한민국 공정거래위원회의 소속기관이다. 1990년 4월 7일 발족하였으며, 부산광역시 중구 중앙대로 63 부산우체국 8층에 위치하고 있다. 소장은 서기관으로 보한다.

## 직무
- 경쟁촉진·거래공정화 및 소비자보호에 관한 교육·홍보
- 위원회 소관 법령 질의에 대한 회신 및 상담
- 사업자단체의 경쟁제한적 정관 등 내부규정의 조사·시정
- 사업자와 사업자단체의 공정경쟁규약 심사·관리
- 불공정거래행위·재판매가격유지행위·불공정가맹사업거래행위·불공정하도급거래행위 및 불공정유통거래행위의 실태조사
- 불공정거래행위·재판매가격유지행위·불공정가맹사업거래행위·불공정하도급거래행위 및 불공정유통거래행위의 조사, 시정조치, 과징금 부과 및 이행 확인
- 「독점규제 및 공정거래에 관한 법률」 제19조에 따른 부당한 공동행위 및 같은 법 제26조에 따른 사업자단체의 금지행위에 대한 조사, 시정조치, 과징금 부과 및 이행 확인
- 「독점규제 및 공정거래에 관한 법률」 제3조의2에 따른 시장지배적지위 남용행위에 대한 조사, 시정조치, 과징금 부과 및 이행 확인
- 표시·광고, 전자상거래, 통신판매, 할부거래 및 특수판매 분야의 실태조사
- 「표시·광고의 공정화에 관한 법률」 위반행위의 조사, 시정조치, 과징금 부과 및 이행 확인
- 「방문판매 등에 관한 법률」, 「전자상거래 등에서의 소비자보호에 관한 법률」 및 「할부거래에 관한 법률」 위반행위의 조사, 시정조치, 영업정지, 등록 취소, 과징금 부과 및 이행의 확인
- 그 밖에 사무소의 운영에 관한 사항

## 연혁
- 1990년 4월 7일: 공정거래위원회 소속으로 부산지방공정거래사무소 설치.[2]

## 관할구역
- 부산광역시
- 인천과역시
- 경상남도

## 조직

### 소장
- 총괄과[3]
- 경쟁과[4]
- 소비자과[4]
- 하도급과[4]